# 高層ビル・都市居住協議会
高層ビル・都市居住協議会（こうそうビル・としきょじゅうきょうぎかい、CTBUH、Council on Tall Buildings and Urban Habitat）は、高層ビルの計画、設計、建設、運営に関する国際NPOである。1969年に設立された。本部はイリノイ工科大学に置かれている。

## 沿革
- 1969年：国際構造工学会（IABSE）と米国土木学会（ASCE）により、高層ビル合同委員会（Joint Committee on Tall Buildings）設立
- 1971年：第1回高層ビル合同委員会地域会議（フランス・パリ）
- 1972年：第1回高層ビル合同委員会世界会議（米国・ペンシルベニア州・ベスレヘム）「高層ビルの計画と設計」
- 1976年：高層ビル・都市居住協議会（Council on Tall Buildings and Urban Habitat）に改組
- 1977年：第2回世界会議（フランス・パリ）「2001：生活と仕事のための都市空間」
- 1986年：第3回世界会議（米国・イリノイ州・シカゴ）「摩天楼の第二世紀」
- 1990年：第4回世界会議（香港）「高層ビル：2000年とその後」
- 1995年：第5回世界会議（オランダ・アムステルダム）「居住と高層：伝統と革新」
- 1997年：Webサイト開設[1]
- 2001年：第6回世界会議（オーストラリア・メルボルン）「3千年紀の都市」
- 2004年：本部をベスレヘムからシカゴ・イリノイ工科大学へ移転
- 2005年：第7回世界会議（米国・ニューヨーク）「都市景観の更新」